# Dave Quackenbush
Dave Quackenbush (...) è un cantante statunitense, componente del gruppo hardcore punk californiano The Vandals.
È entrato nel gruppo nel 1985 dopo l'abbandono di Stevo, pubblicando con la band 9 album di studio, oltre a 2 dischi dal vivo ed un EP. In precedenza ha fatto parte nel gruppo di Huntington Beach Falling Idols assieme a Randy Bradbury (successivamente nei Pennywise) ed i componenti dei futuri Long Beach Dub All Stars. Nel 1992 ha sostituito Jim Lindberg alla voce nei Pennywise.

## Discografia

### Album di studio
- 1989 - Slippery When Ill
- 1990 - Fear of a Punk Planet
- 1995 - Live Fast, Diarrhea
- 1996 - The Quickening
- 1996 - Oi to the World!
- 1998 - Hitler Bad, Vandals Good
- 2000 - Look What I Almost Stepped in...
- 2002 - Internet Dating Superstuds
- 2004 - Hollywood Potato Chip

### Album dal vivo
- 1991 - Sweatin' to the Oldies: The Vandals Live
- 2004 - Live at the House of Blues

### EP
- 1996 - The Vandals / Assorted Jelly Beans split 7" (split con gli Assorted Jelly Bean)